# IC 1988
IC 1988 је ознака објекта на координатама са ректансцензијом 3h 42m 45,0s и деклинацијом - 39° 53" 13'. Открио га је Луис Свифт, 14. октобра 1897. Каснијим посматрањима на том положају није уочен никакав астрономски објекат.